# Vulkansk aktivitet i Island
Den vulkanske aktivitet i Island er stor på grund af unikke geologiske forhold. Island har omkring 130 vulkanske bjerge, hvoraf 18 har haft udbrud siden bosætningen af Island begyndte. I løbet af de sidste 500 år har Islands vulkaner sandsynligvis stået for ⅓ af den totale produktion af lava på kloden. Selv om sprækkeudbrudet fra Lakagígar ved Laki over en otte måneders periode i 1783-1784, producerede den største mængde lava (14 km3) for en enkelt udbrudsbegivenhed på Jorden, indenfor de sidste 500 år, var udbruddet fra Eldgjá i 934 og andre udbrud siden sidste istid endnu større.
Den høje koncentration af vulkansk aktivitet i området skyldes, dels at der er et hot spot under øen, dels Islands placering på den midtatlantiske ryg. Island ligger på toppen af skellet mellem den eurasiske plade og den nordamerikanske plade, og det meste af den vulkanske aktivitet er koncentreret omkring dette pladeskel, som passerer Island fra sydvest til nordøst. En del vulkansk aktivitet sker også langs skellet i havet udenfor øen, specielt udenfor sydkysten. Dette inkluderer undersøiske vulkaner, og også nydannede vulkanske øer såsom Surtsey og Jólnir.
Eyjafjallajökulls vulkanudbrud i 2010 er den mest kendte vulkanske aktivitet indenfor de senere år, da askeskyen fra udbruddet forstyrrede flytrafikken i store dele af Europa, samt de transatlantiske ruter, i adskillige uger.

## Vulkanske og seismiske zoner i Island
De aktive dele af Island kan inddeles i et antal zoner. Mod sydvest går den Midtatlantiske ryg i land som Reykjanes Vulkanske Bælte (RVB), der blandt andet inkluderer vulkanen Krýsuvík nær Reykjavik. Ved vulkanen Hengill deler spredningszonen sig i den Vestlige Vulkanske Zone (WVZ) og den Syd-Islandske Seismiske Zone (SISZ). WVZ strækker sig fra Hengill og frem til Hveravellir i nordenden af gletsjeren Langjökull. I denne zone findes blandt andet vulkanen Prestahnúkur og det velkendte aktive område med Geysir. SISZ er ikke vulkansk aktivt, men her kan ganske kraftige jordskælv forekomme. Mod øst mødes SISZ med den Østlige Vulkanske Zone (EVZ), der er ansvarlig for langt den meste vulkanske aktivitet i Island. Denne zone inkluderer blandt andet de aktive vulkaner Hekla, Katla, Grímsvötn og Bárðarbunga. EVZ strækker sig fra Vestmannaeyjar i syd til Vatnajökull i nord. Fra nordenden af Vatnajökull og frem til Tjörnes halvøen i Nordisland findes den Nordlige Vulkanske Zone (NVZ), der inkluderer vulkanerne Askja og Krafla. Desuden findes der det Midt-Islandske Bælte (MIB) som strækker sig fra Langjökull til Vatnajökull med vulkanen og gletsjeren Hofsjökull. Der findes også et par isolerede vulkanzoner, nemlig Snæfellsnes Vulkanske Bælte (SVB) i vest og Öræfajökull Vulkanske Bælte (ÖVB) i østenden af Vatnajökull.

## Vulkaner på Island
Der findes mange forskellige vulkantyper i Island. Den mest hyppige type er sammensatte vulkaner som er spredt over et stort område, og som almindeligvis er en del af en kæde med vulkaner.

### De vigtigste vulkaner

#### Reykjanes Vulkanske Bælte
| Vulkansystem | Højde (m) | Koordinater                       | Sidste udbrud | VEI | Bemærkninger |
| ------------ | --------- | --------------------------------- | ------------- | --- | ------------ |
| Krýsuvík     | 379       | 63°56′N 22°06′V / 63.93°N 22.10°V | ~1340         | 2   |              |

#### Vestlige Vulkanske Zone
| Vulkansystem | Højde (m) | Koordinater                       | Sidste udbrud      | VEI | Bemærkninger                  |
| ------------ | --------- | --------------------------------- | ------------------ | --- | ----------------------------- |
| Hengill      | 803       | 64°11′N 21°20′V / 64.18°N 21.33°V | 90 AD (± 100 år)   | 2   | Flere geotermiske kraftværker |
| Prestahnúkur | 1386      | 64°36′N 20°36′V / 64.60°N 20.60°V | 7550 BC (± 500 år) |     | Vestlige Langjökull           |
| Hveravellir  | 1360      | 64°45′N 19°59′V / 64.75°N 19.98°V | 950 AD ± 50 år     | 6   | Østlige Langjökull            |

#### Østlige Vulkanske Zone
| Vulkansystem     | Højde (m) | Koordinater                       | Sidste udbrud | VEI | Bemærkninger                                               |
| ---------------- | --------- | --------------------------------- | ------------- | --- | ---------------------------------------------------------- |
| Hekla            | 1491      | 63°59′N 19°42′V / 63.98°N 19.70°V | 2000          | 3   |                                                            |
| Eyjafjallajökull | 1666      | 63°38′N 19°37′V / 63.63°N 19.62°V | 2010          | 4   |                                                            |
| Katla            | 1512      | 63°38′N 19°03′V / 63.63°N 19.05°V | 1918          | 5   | Under Mýrdalsjökull; forårsagede Eldgjá udbruddet i AD 934 |
| Grímsvötn        | 1725      | 64°25′N 17°20′V / 64.42°N 17.33°V | 2011          | 4   | Forårsagede Laki udbruddet 1783                            |
| Bárðarbunga      | 2005      | 64°38′N 17°34′V / 64.64°N 17.56°V | 2014          |     |                                                            |
| Torfajökull      | 1259      | 63°55′N 19°10′V / 63.92°N 19.17°V | 1477          | 3   |                                                            |
| Vestmannaeyjar   | 174       | 63°18′N 20°37′V / 63.30°N 20.62°V | 1973          |     | Surtsey i 1963, Eldfell på Heimaey i 1973                  |

#### Nordlige Vulkanske Zone
| Vulkansystem | Højde (m) | Koordinater                       | Sidste udbrud | VEI | Bemærkninger |
| ------------ | --------- | --------------------------------- | ------------- | --- | ------------ |
| Askja        | 1516      | 65°02′N 16°45′V / 65.03°N 16.75°V | 1961          | 5   |              |
| Krafla       | 650       | 65°44′N 16°47′V / 65.73°N 16.78°V | 1984          | 4   |              |
| Kverkfjöll   | 1920      | 64°39′N 16°43′V / 64.65°N 16.72°V | 1968          | 1   |              |

#### Midt-Islandske Bælte
| Vulkansystem      | Højde (m) | Koordinater                       | Sidste udbrud | VEI | Bemærkninger        |
| ----------------- | --------- | --------------------------------- | ------------- | --- | ------------------- |
| Hofsjökull        | 1782      | 64°51′N 19°32′V / 64.85°N 19.53°V | Hvilende      |     | Aktiv siden istiden |
| Tungnafellsjökull | 1535      | 64°44′N 17°55′V / 64.73°N 17.92°V | Hvilende      |     | Aktiv siden istiden |

#### Snæfellsnes Vulkanske Bælte
| Vulkansystem   | Højde (m) | Koordinater                       | Sidste udbrud     | VEI | Bemærkninger |
| -------------- | --------- | --------------------------------- | ----------------- | --- | ------------ |
| Snæfellsjökull | 1448      | 64°48′N 23°47′V / 64.80°N 23.78°V | 200 AD (± 150 år) | 2   |              |
| Ljósufjöll     | 988       | 64°52′N 22°14′V / 64.87°N 22.23°V | 960 AD (± 10 år)  | 3   |              |

#### Öræfajökull Vulkanske Bælte
| Vulkansystem | Højde (m) | Koordinater                       | Sidste udbrud | VEI | Bemærkninger          |
| ------------ | --------- | --------------------------------- | ------------- | --- | --------------------- |
| Öræfajökull  | 2119      | 64°00′N 16°39′V / 64.00°N 16.65°V | 1727          | 5   | Islands højeste bjerg |
| Esjufjöll    | 1760      | 64°16′N 16°39′V / 64.27°N 16.65°V | 1927          |     |                       |

## Geotermisk aktivitet
Der er også flere områder på øen som har stor geotermisk aktivitet, såsom den centrale vulkan Hengill med Hveragerði, Haukadalur med den velkendte Geysir, og Hveravellir.